# 1951 en Bretagne
 Chronologie de la Bretagne
- 1947
- 1948
- 1949
- 1950
- 1951
- 1952
- 1953
- 1954
- 1955

Cette page recense des événements qui se sont produits durant l'année 1951 en Bretagne.

## Société

### Naissance
- 10 mars à Brest : Georges Cadiou, journaliste et écrivain français. Grand reporter à Radio France jusqu'en 2010, sa voix est notamment connue pour avoir commenté les grands événements sportifs. Homme politique proche de l'Union démocratique bretonne (UDB), il est élu sous cette étiquette adjoint au maire de Quimper de 2008 à 2014.

### Décès
- 11 août : Albert Aubry, homme politique, membre de la SFIO. Premier député socialiste d’Ille-et-Vilaine, il siège à la Chambre des députés de 1919 à 1924. Après la débâcle de 1940 pendant laquelle il est capitaine de char, il entre en résistance, dans le mouvement Libération-Nord et le réseau Confrérie Notre-Dame-de-Castille. Mais, arrêté par la Gestapo, il est déporté au camp de Neuengamme. Il devient à nouveau député de 1945 à 1951[1].

- Victor Boner, né et mort à Loudéac, peintre de marines de facture impressionniste[2].

## Politique

### Élections législativesdu17 juin
- Élections législatives de 1951 dans les Côtes-d'Armor
- Élections législatives de 1951 dans le Finistère
- Élections législatives de 1951 en Ille-et-Vilaine
- Élections législatives de 1951 dans le Morbihan

## Culture

### Langue bretonne
- Janvier : La loi Deixonne autorise l'utilisation du breton à l’école[3].